# وربانا (اوهایو)
وربانا(به انگلیسی: Urbana) شهری در ایالت اوهایو کشور ایالات متحده آمریکا است که جمعیت آن در سرشماری سال ۲۰۱۰ میلادی، ۱۱٬۷۹۳ نفر بوده‌است.